# Wang Jinmei
Wang Jinmei (xinès simplificat: 王尽美, pinyin: Wáng Jìnměi; Shandong, 14 de juny de 1898 - Qingdao, 19 d'agost de 1925), va ser un revolucionari xinés i un dels primers membres del Partit Comunista de la Xina (PCX).

## Biografia
Wang Jinmei va nàixer al comtat de Ju de Shandong el 14 de juny de 1898, tot i que la data de naixement és discutida. Durant una visita a Moscou, un formulari d'inscripció a Manxúria l'any 1921 indicava la seua data de naixement era el 20 d'abril de 1899.
L'estiu de 1918, Wang es va matricular a la 1a Escola Normal de Shandong. Va participar en el Moviment del Quatre de Maig, on va ser escollit com a líder d'una associació d'estudiants antijaponesos. El març de 1920, Wang es va convertir en membre investigador del Grup de Recerca sobre el Marxisme de la Universitat de Pequín. A la tardor del mateix any, va participar en la formació de la Societat Li Sin, juntament amb Deng Enming i diversos companys de classe de Shandong. La societat va publicar el Luoyuansinkan, un quinzenal.
A la primavera de 1921, va cofundar una branca del PCX a Jinan. En representació de la branca, el juliol de 1921 va marxar a Xangai per assistir al 1r Congrés Nacional del Partit Comunista de la Xina. El gener de 1922, Wang va estar present al 1r Congrés d'Organitzacions Revolucionàries de l'Extrem Orient a Moscou i es va reunir amb Vladimir Lenin. El juliol de 1922 va assistir al 2n Congrés Nacional del PCX a Xangai. El mateix mes, es va establir la branca del PCX a Shandong. Va ser nomenat líder de la divisió de Shandong del Secretariat del Treball de la Xina (predecessor de la Federació de Sindicats de la Xina), i va participar en la redacció del Memoràndum de la Llei Laboral. El novembre de 1922, Wang va liderar la formació d'una branca del PCX a Shanhaiguan. També va dirigir vagues laborals a Shanhaiguan i Qinhuangdao. El febrer de 1923, va ser arrestat a Shanhaiguan i tancat a la presó a Lingyu, a la qual va respondre una protesta que va obligar el magistrat a ordenar el seu alliberament. Wang va tornar a Shandong i es va unir al PCX l'octubre de 1923.
El gener de 1924, va assistir al 1r Congrés Nacional del Kuomintang a Guangzhou. Al novembre, va ser nomenat secretari del PCX de Shandong. Va conèixer Sun Yat-sen, que el va promoure com a comissari de la Unitat de Propaganda de l'Assemblea Nacional, responsable de la producció de propaganda i les reunions de l'Assemblea Nacional a Shandong. El gener de 1925, va assistir al IV Congrés Nacional del PCX. Al febrer, malgrat contraure tuberculosi, va participar a una vaga de ferrocarrils. L'1 de març va anar a Pequín per assistir a l'Assemblea Nacional. A l'abril, la seua malaltia va empitjorar i va morir a Qingdao el 19 d'agost de 1925, als 27 anys.